# ジョー・マレン
ジョー・マレン（Joe Mullen、1957年2月26日 - ）は、アメリカ合衆国ニューヨーク州ニューヨーク出身の元プロアイスホッケー選手。
ナショナルホッケーリーグ(NHL)のセントルイス・ブルース、カルガリー・フレームス、ピッツバーグ・ペンギンズ、ボストン・ブルーインズの4チームで1980年から1997年まで現役生活を続けた。カルガリーでの1989年、ピッツバーグでの1991年、1992年と3回スタンレーカップ優勝を果たした。
弟のブライアン・マレンも元NHL選手で、息子のパトリック・マレンもデンバー大学を卒業後、ロサンゼルス・キングスと契約した。

## 経歴
マンハッタンのヘルズ・キッチンで生まれ育った。1975年に奨学金を手にしてボストンカレッジに入り、1年目は700ドルを自己負担したが、2年目からはフォワードとして活躍するようになり、学費の自己負担は無くなった。1979年アイスホッケー世界選手権のアメリカ合衆国代表に選出された。同大会では8試合に出場し、計7ゴールをあげる活躍を見せた。
1980年のレークプラシッドオリンピックのヘッドコーチ、ハーブ・ブルックスも彼の代表入りを期待していたが、セントルイス・ブルースにドラフト外で入団したため、「氷上の奇跡」と呼ばれる一員にはならなかった。なお、彼が代表入りを断ったのは、父親が病にかかり家族に収入を必要としたためである。
1年目はセントルイス・ブルースのマイナーであるソルトレイクシティ・ゴールデンイーグルスで過ごし、Central Hockey Leagueの新人王に選ばれた。その後1980年のプレーオフの最中、1試合ブルースでプレーした。翌シーズンも大部分をマイナーで過ごしCHLの得点王、オールスターファーストチームに選ばれた。
1981-82シーズンにはブルースで45試合に出場し、59ポイントをあげた。1986年にカルガリー・フレームスに移籍し、1989年、1990年にはNHLオールスターゲームへの出場、1989年にはNHLオールファーストチームにも選ばれた。この年、自身初のスタンレーカップ優勝を果たした。1990年に彼は33歳という年齢もあり、ピッツバーグ・ペンギンズにドラフト2巡指名権と引換でトレードされた。彼の存在はペンギンズにとって大きなものとなり、チームは1991年、1992年とスタンレーカップを連覇した。また1994年にはNHLオールスターゲームに再び選ばれた。1995-96シーズンをボストン・ブルーインズで過ごした後、1996-97シーズン、ピッツバーグ・ペンギンズに戻りそのシーズンで現役生活を終えた。
アメリカ合衆国代表としてカナダ・カップに1984年、1987年、1991年と出場、1995年にはアメリカ合衆国のアイスホッケー界への貢献者に与えられるレスター・パトリック杯を受賞した。引退した際、アメリカ人として初の500ゴール（通算502ゴール）、1,000ポイント（通算1,063ポイント）をあげた選手であった。
42歳となった彼は、1999年アイスホッケー世界選手権で1試合だけプレーした。この年、世界選手権に現役NHL選手は出場できなかったが、ニール・ブローテンもこのチームでプレーしている。2000年に彼はホッケーの殿堂、アメリカホッケー殿堂に選ばれた。
ペンギンズのアナウンサー、マイク・ランゲによって、氷上での敏捷さ、強靱さから"スリッペリー"("Slippery Rock Joe")とあだ名を付けられた。このあだ名から、ペンシルベニア州にあるスリッペリーロック大学出身だという誤解も生まれた。

## 詳細情報

### 代表歴
- 1979年アイスホッケー世界選手権アメリカ合衆国代表
- 1984 カナダ・カップ アメリカ合衆国代表
- 1987 カナダ・カップ アメリカ合衆国代表
- 1991 カナダ・カップ アメリカ合衆国代表
- 1999年アイスホッケー世界選手権アメリカ合衆国代表